# Vrouwke Klapwijk
Vrouwke Klapwijk (Soesterberg, 21 juni 1956) is een Nederlands kinderboekenschrijfster en voormalig lerares.

## Biografie

### Jeugd en opleiding
Klapwijk groeide op als oudste in een protestants gezin van vijf kinderen. Na de lagere school in Soesterberg ging ze naar de havo in Amersfoort en bezocht ze de pabo. Na haar studies was ze een tijdje werkzaam als leerkracht op de Groen van Prinstererschool in Bunschoten-Spakenburg.

### Loopbaan
Klapwijk signeerde in 1991 haar eerste boek Bas haalt zijn A. Daarnaast is ze werkzaam als intern begeleidster op een basisschool en helpt ze kinderen met leerproblemen. In 2002 richtte ze in Voorthuizen haar adviesbureau "De Kinderboekenwijzer" op, waar ze scholen en bibliotheken adviseert over de aanschaf van kinderboeken. Momenteel schrijft ze vele kinderboeken met de illustratoren als Fija Philips-Meijer, Magda van Tilburg, Marja Meijer, Irene Goede, Tiny van Asselt, Iris Boter en Roel Ottow, Willeke Brouwer, Yvonne Jagtenberg en Peter van Harmelen.

### Privé
Klapwijk is getrouwd en heeft drie kinderen. Ze woont in Voorthuizen.